# TimeTuberゆかり
『TimeTuberゆかり』（タイムチューバーゆかり）は、秋本治による日本の漫画。『グランドジャンプ』（集英社）にて、2023年17号より掲載されている。当初は読み切りシリーズであったが、2025年7号より不定期連載化した後、好評を得たことにより同年17号より毎号連載されている。
連載が開始された際、本作の応援として同号に『こちら葛飾区亀有公園前派出所』の出張版が掲載された。

## 作品内容
東京都・お台場に住む、女子高生の青山ゆかりは、ふとした弾みで押し入れに長く眠っていた時計「デウス・エクス・マキナ」を起動させてタイムスリップする能力があることを知る。
以後はデウス・エクス・マキナを用いて昭和時代にタイムスリップしては様々な騒動を解決することとなる。

## 登場人物

### メインキャラクター
青山　ゆかり(あおやま　ゆかり)
本作の主人公。東京都・お台場出身でタワーマンション父・雄三と2人で住んでいる。私立青海高等学園在学の17歳。
第一話にて蒸発した雄三がヤクザから借金した3千万円を返済するため、タワーマンションを売るか風俗で稼ぐかと選択を迫られ、途方に暮れていたところでデウス・エクス・マキナを起動させて昭和時代にタイムスリップし、当時の景色をスマホに保存してYouTubeに投稿した所バズってしまい、以後はYouTuberとして活動し、借金を完済してからも時折昭和時代にタイムスリップすることとなる。
雄三の破天荒さに振り回されているため多少のことには動じず、ヤクザの恫喝にも冷静に対処するほど。
4話(読切版)までは普通のセミロングで、5話(連載版)からは友人達の勧めで美容院にて髪型を若干変えてメイクも覚えた(友人曰く「サダコ」「地元JK」から「都会JK」へとのこと)。
青山　雄三(あおやま　ゆうぞう)
ゆかりの父親。第一話にて若い頃に家族のためにとバブル景気の時に借金してお台場のタワーマンションを購入したが、その後バブルが崩壊して不景気も重なって失業し、3千万円の借金を残して蒸発していた。
のちにゆかりが借金を完済したことを知ってちゃっかり帰宅するも、数々の不運続きからすっかり燃え尽き症候群になってしまって再就職する気を無くしてしまい、ゆかりに養ってもらいながらも玩具や骨董品などの収集に没頭するようになる。
寒がりで夏の室内でもエアコンが苦手なほどで、常に作業ジャンパーを着ている他、常に帽子かバンダナを被っている。
デウス・エクス・マキナも若い頃に海外の蚤の市で購入したもので能力は理解していたが、万が一元の時代に戻れなくなる事を考え、怖くて使わなかったとのこと。

### サブキャラクター
鈴木 緑玉（すずき えめらるど）
鈴木 翡翠（すずき ひすい）
水樹 夢虫（みずき ゆん）
佐藤 ようこ（さとう ようこ）

## 作中用語
デウス・エクス・マキナ
ランタンの中にトゥールビヨンを内蔵した形状をしており、2つのダイヤルで設定することにより過去にタイムスリップすることができる。一定の時間になると強制帰還するが、破損したり紛失すると帰還できなくなるというリスクがある（そのため、ゆかりは戦後以前の時代にタイムスリップしないようにしている）。
ゆかり以外にもデウス・エクス・マキナの所有者が存在しており、骨董屋やバイヤーとして活動している模様。
私立青海高等学園
ゆかりが通う私立高等学校。歴史は古く、東京各地に分校があり、ゆかりが通っているのは羽田に位置する女子校の「羽田校」。埋立地に設立して歴史は浅く、洋城風の校舎に広大な敷地面積を持つ。羽田空港に近く、最近になって国際線の飛行ルートが都心部上に変わったため、離着陸時に学校上空を通過する際に風が巻き起こるのが難点。

## 書誌情報
- 秋本治『TimeTuberゆかり』集英社〈ヤングジャンプ コミックス〉、既刊2巻（2025年8月19日現在）
  1. 2024年11月19日発売[8][9]、ISBN 978-4-08-893417-4
  2. 2025年8月19日発売[10]、ISBN 978-4-08-893827-1